# Selección femenina de fútbol de Nueva Caledonia
La selección femenina de fútbol de Nueva Caledonia es el equipo representativo de dicho país en torneos oficiales. Su organización está a cargo de la Federación de Fútbol de Nueva Caledonia, miembro de la OFC y la FIFA.
A pesar de participar en la primera edición de la Copa de Naciones Femenina de la OFC en 1983, del cual fue organizador no volvió a disputar el torneo continental oceánico, hasta su edición de 2018 de la cual nuevamente fue organizador. Por otra parte, en los Juegos del Pacífico obtuvo la medalla de plata en dos ocasiones (2011 y 2015).

## Últimos y próximos encuentros
Actualizado al último partido jugado el 30 de noviembre de 2023
| Fecha      | Ciudad  | Local           | Resultado | Visitante          | Competición              |
| ---------- | ------- | --------------- | --------- | ------------------ | ------------------------ |
| 10-10-2023 | Suva    | Fiyi            | 2:1       | Nueva Caledonia    | Partido amistoso         |
| 15-10-2023 | Suva    | Fiyi            | 1:1       | Nueva Caledonia    | Partido amistoso         |
| 17-11-2023 | Honiara | Islas Cook      | 2:5       | Nueva Caledonia    | Juegos del Pacífico 2023 |
| 20-11-2023 | Honiara | Nueva Caledonia | 4:0       | Samoa Americana    | Juegos del Pacífico 2023 |
| 23-11-2023 | Honiara | Nueva Caledonia | 2:2       | Papúa Nueva Guinea | Juegos del Pacífico 2023 |
| 27-11-2023 | Honiara | Nueva Caledonia | 0:3       | Fiyi               | Juegos del Pacífico 2023 |
| 30-11-2023 | Honiara | Samoa           | 1:3       | Nueva Caledonia    | Juegos del Pacífico 2023 |

## Estadísticas

### Copa Mundial Femenina de Fútbol
| Copa Mundial Femenina de Fútbol | Copa Mundial Femenina de Fútbol | Copa Mundial Femenina de Fútbol | Copa Mundial Femenina de Fútbol | Copa Mundial Femenina de Fútbol | Copa Mundial Femenina de Fútbol | Copa Mundial Femenina de Fútbol | Copa Mundial Femenina de Fútbol | Copa Mundial Femenina de Fútbol | Copa Mundial Femenina de Fútbol |
| Año                             | Ronda                           | Pos.                            | J                               | G                               | E                               | P                               | GF                              | GC                              | DG                              |
| ------------------------------- | ------------------------------- | ------------------------------- | ------------------------------- | ------------------------------- | ------------------------------- | ------------------------------- | ------------------------------- | ------------------------------- | ------------------------------- |
| 1991                            | No participó                    | No participó                    | No participó                    | No participó                    | No participó                    | No participó                    | No participó                    | No participó                    | No participó                    |
| 1995                            | No participó                    | No participó                    | No participó                    | No participó                    | No participó                    | No participó                    | No participó                    | No participó                    | No participó                    |
| 1999                            | No participó                    | No participó                    | No participó                    | No participó                    | No participó                    | No participó                    | No participó                    | No participó                    | No participó                    |
| 2003                            | No participó                    | No participó                    | No participó                    | No participó                    | No participó                    | No participó                    | No participó                    | No participó                    | No participó                    |
| 2007                            | No participó                    | No participó                    | No participó                    | No participó                    | No participó                    | No participó                    | No participó                    | No participó                    | No participó                    |
| 2011                            | No participó                    | No participó                    | No participó                    | No participó                    | No participó                    | No participó                    | No participó                    | No participó                    | No participó                    |
| 2015                            | No participó                    | No participó                    | No participó                    | No participó                    | No participó                    | No participó                    | No participó                    | No participó                    | No participó                    |
| 2019                            | No clasificó                    | No clasificó                    | No clasificó                    | No clasificó                    | No clasificó                    | No clasificó                    | No clasificó                    | No clasificó                    | No clasificó                    |
| 2023                            | No clasificó                    | No clasificó                    | No clasificó                    | No clasificó                    | No clasificó                    | No clasificó                    | No clasificó                    | No clasificó                    | No clasificó                    |
| 2027                            | Por disputarse                  | Por disputarse                  | Por disputarse                  | Por disputarse                  | Por disputarse                  | Por disputarse                  | Por disputarse                  | Por disputarse                  | Por disputarse                  |
| Total                           | 0/9                             | -                               | -                               | -                               | -                               | -                               | -                               | -                               | -                               |

### Copa de Naciones de la OFC
| Copa de Naciones de la OFC | Copa de Naciones de la OFC | Copa de Naciones de la OFC | Copa de Naciones de la OFC | Copa de Naciones de la OFC | Copa de Naciones de la OFC | Copa de Naciones de la OFC | Copa de Naciones de la OFC | Copa de Naciones de la OFC | Copa de Naciones de la OFC |
| Año                        | Ronda                      | Pos.                       | J                          | G                          | E                          | P                          | GF                         | GC                         | DG                         |
| -------------------------- | -------------------------- | -------------------------- | -------------------------- | -------------------------- | -------------------------- | -------------------------- | -------------------------- | -------------------------- | -------------------------- |
| 1983                       | Tercer lugar               | 3.°                        | 3                          | 1                          | 0                          | 2                          | 2                          | 11                         | -9                         |
| 1986                       | No participó               | No participó               | No participó               | No participó               | No participó               | No participó               | No participó               | No participó               | No participó               |
| 1989                       | No participó               | No participó               | No participó               | No participó               | No participó               | No participó               | No participó               | No participó               | No participó               |
| 1991                       | No participó               | No participó               | No participó               | No participó               | No participó               | No participó               | No participó               | No participó               | No participó               |
| 1994                       | No participó               | No participó               | No participó               | No participó               | No participó               | No participó               | No participó               | No participó               | No participó               |
| 1998                       | No participó               | No participó               | No participó               | No participó               | No participó               | No participó               | No participó               | No participó               | No participó               |
| 2003                       | No participó               | No participó               | No participó               | No participó               | No participó               | No participó               | No participó               | No participó               | No participó               |
| 2007                       | No participó               | No participó               | No participó               | No participó               | No participó               | No participó               | No participó               | No participó               | No participó               |
| 2010                       | No participó               | No participó               | No participó               | No participó               | No participó               | No participó               | No participó               | No participó               | No participó               |
| 2014                       | No participó               | No participó               | No participó               | No participó               | No participó               | No participó               | No participó               | No participó               | No participó               |
| 2018                       | Cuarto lugar               | 4.°                        | 5                          | 2                          | 0                          | 3                          | 9                          | 23                         | -14                        |
| 2022                       | Cuartos de final           | 8.°                        | 3                          | 0                          | 1                          | 2                          | 5                          | 9                          | -4                         |
| Total                      | 3/12                       | 10.°                       | 11                         | 3                          | 1                          | 7                          | 16                         | 43                         | -27                        |

### Juegos del Pacífico
| Juegos del Pacífico | Juegos del Pacífico | Juegos del Pacífico | Juegos del Pacífico | Juegos del Pacífico | Juegos del Pacífico | Juegos del Pacífico | Juegos del Pacífico | Juegos del Pacífico | Juegos del Pacífico |
| Año                 | Ronda               | Pos.                | J                   | G                   | E                   | P                   | GF                  | GC                  | DG                  |
| ------------------- | ------------------- | ------------------- | ------------------- | ------------------- | ------------------- | ------------------- | ------------------- | ------------------- | ------------------- |
| 2003                | No participó        | No participó        | No participó        | No participó        | No participó        | No participó        | No participó        | No participó        | No participó        |
| 2007                | Fase de grupos      | 9.°                 | 3                   | 0                   | 0                   | 3                   | 0                   | 6                   | -6                  |
| 2011                | Subcampeón          | 2.°                 | 6                   | 4                   | 1                   | 1                   | 16                  | 5                   | +11                 |
| 2015                | Subcampeón          | 2.°                 | 5                   | 3                   | 1                   | 1                   | 21                  | 5                   | +16                 |
| 2019                | Fase de grupos      | 7.°                 | 4                   | 1                   | 0                   | 3                   | 13                  | 10                  | +3                  |
| 2023                | Tercer lugar        | 3.°                 | 5                   | 3                   | 1                   | 1                   | 14                  | 8                   | +6                  |
| Total               | 5/6                 | 5.°                 | 23                  | 11                  | 3                   | 9                   | 64                  | 34                  | +30                 |

## Palmarés
- Copa de Naciones de la OFC:
  -  Tercer lugar (1): 1983
  -  Cuarto lugar (1): 2018

- Juegos del Pacífico:
  -  Subcampeón (2): 2011 y 2015
  -  Tercer lugar (1): 2023